# Darxide
Darxide (alcune volte stilizzato come DarXide e si pronuncia "Dark Side") è un videogioco sparatutto a scorrimento sviluppato da Frontier Developments per Sega Mega Drive 32X e pubblicato da SEGA nel 1996 solo in Europa. Venne anche progettato per essere un titolo di lancio della console mai pubblicato sul mercato Sega Neptune.

## Modalità di gioco
La modalità di gioco è simile a quella di Asteroids, solo in 3D. Il giocatore deve difendere colonie umane nello spazio distruggendo un certo numero di asteroidi (e occasionalmente dischi volanti) per poter completare ogni livello entro un certo tempo limite. Bisogna prestare attenzione soprattutto ai meteoriti poiché colpendolo si sbriciolano in pezzi più piccoli talvolta lasciando power-up come riserve d'energia e armi migliori.

## Sviluppo
Darxside è uno degli ultimi giochi pubblicati per 32X e uno dei pochi ad usare il texture mapping. È stato seguito nel 2004 da Darxide EMP, una versione estesa pubblicata per Pocket PC e cellulari Nokia.

## Accoglienza
| Testata            | Giudizio |
| ------------------ | -------- |
| Mean Machines Sega | 79/100   |
| Mega Fun           | 63%      |
| MAN!AC             | 36%      |
| Sega Magazin       | 82%      |
| Sega News          | 80%      |
| Video Games        | 72%      |

L'accoglienza di Darxide è stata media. Gus, uno dei revisori di Mean Machines Sega, ha affermato che il gameplay migliora e diventa più interessante mano a mano che si prosegue nel gioco, definendo quest'ultimo un omaggio ad Asteroids. Marcus, scrivendo per la stessa testata, ha definito il gioco "un'esperienza stranamente "vuota" che non riesce ad emozionare". Video Games, una rivista tedesca, ha elogiato la grafica del gioco e il gameplay solido, ma ha criticato il comparto sonoro. Al contrario, la rivista tedesca Mega Fun ha elogiato il suono e la qualità della grafica, ma ha criticato il gameplay per essere monotono e carente di varietà.
Darxide è stato uno degli ultimi giochi ad essere commercializzato per il 32X ed è uscito solo in Europa. È stato seguito da un porting, Darxide EMP, nel 2003 per Pocket PC e telefoni cellulari Nokia S60. Mike Bevan di Retro Gamer ha commentato che Darxide sembra impressionante dato l'hardware, anche se è stato reso più difficile dalla mancanza di un mirino sullo schermo. Secondo Scott Reed, anche lui di Retro Gamer, la pubblicazione di tale gioco e la mancanza di vendite hanno segnato "la fine dell'era".